# Королевский канадский монетный двор (Оттава)
Королевский канадский монетный двор в Оттаве (англ. Royal Canadian Mint, фр. Monnaie royale canadienne) — одно из двух зданий Королевского канадского монетного двора (второе находится в Виннипеге). Оттавский монетный двор чеканит только юбилейные монеты.

## История

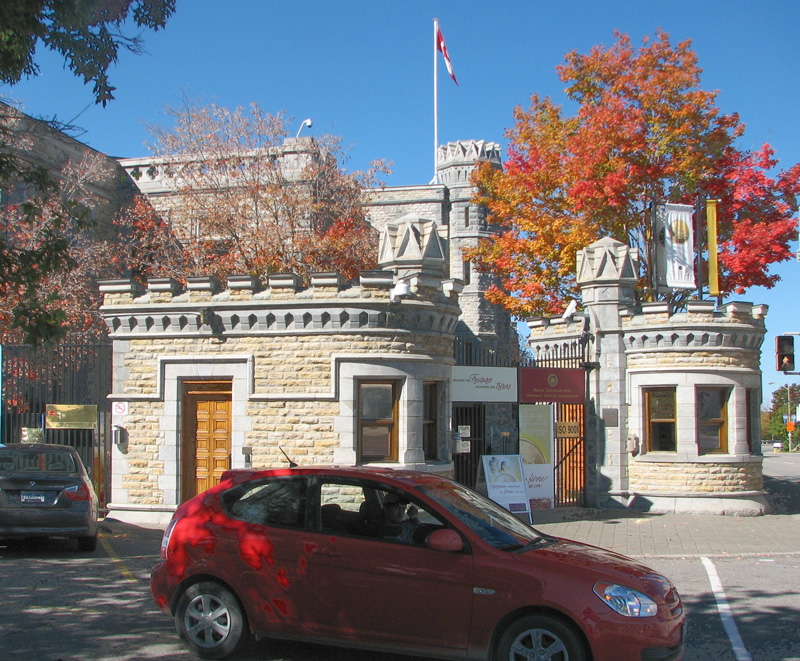
Историческое здание Монетного двора на Сассекс-драйв, Оттава — вид вблизи

В течение первых пятидесяти лет независимости Канады монеты в основном чеканились на Лондонском монетном дворе, а небольшая часть — на Хитонском монетном дворе в Бирмингеме. В 1901 г. принято решение о сооружении монетного двора в Оттаве.
2 января 1908 г. в ходе церемонии торжественного открытия генерал-губернатор Канады лорд Грей и его жена привели в действие прессы монетного двора. В то время персонал насчитывал 61 сотрудника. Через 3 года монетный двор впервые начал проводить электролитическую очистку золота. Этот метод отнимал слишком много времени, и в 1915 г. монетный двор внедрил новую методику с использованием хлора, разработанную в Австралии, чтобы повысить качество золота. С тех пор процесс очистки неоднократно подвергался изменениям: используемый в настоящее время процесс использует как хлор, так и электролиз.
С 2006 года двор также производит очистку серебра.
Вплоть до Великой депрессии Оттавский монетный двор не вёл переговоров о независимости своей политики от Лондонского монетного двора. В 1931 году Оттавский монетный двор был переименован в Королевский канадский монетный двор и стал подотчётным только Департаменту финансов Канады. В 1969 году Правительство Канады придало монетному двору статус коронной корпорации. В этом качестве монетный двор уже не был подразделением Департамента финансов — у него появилось собственное Правление и возможность принимать самостоятельные решения.

## Музей

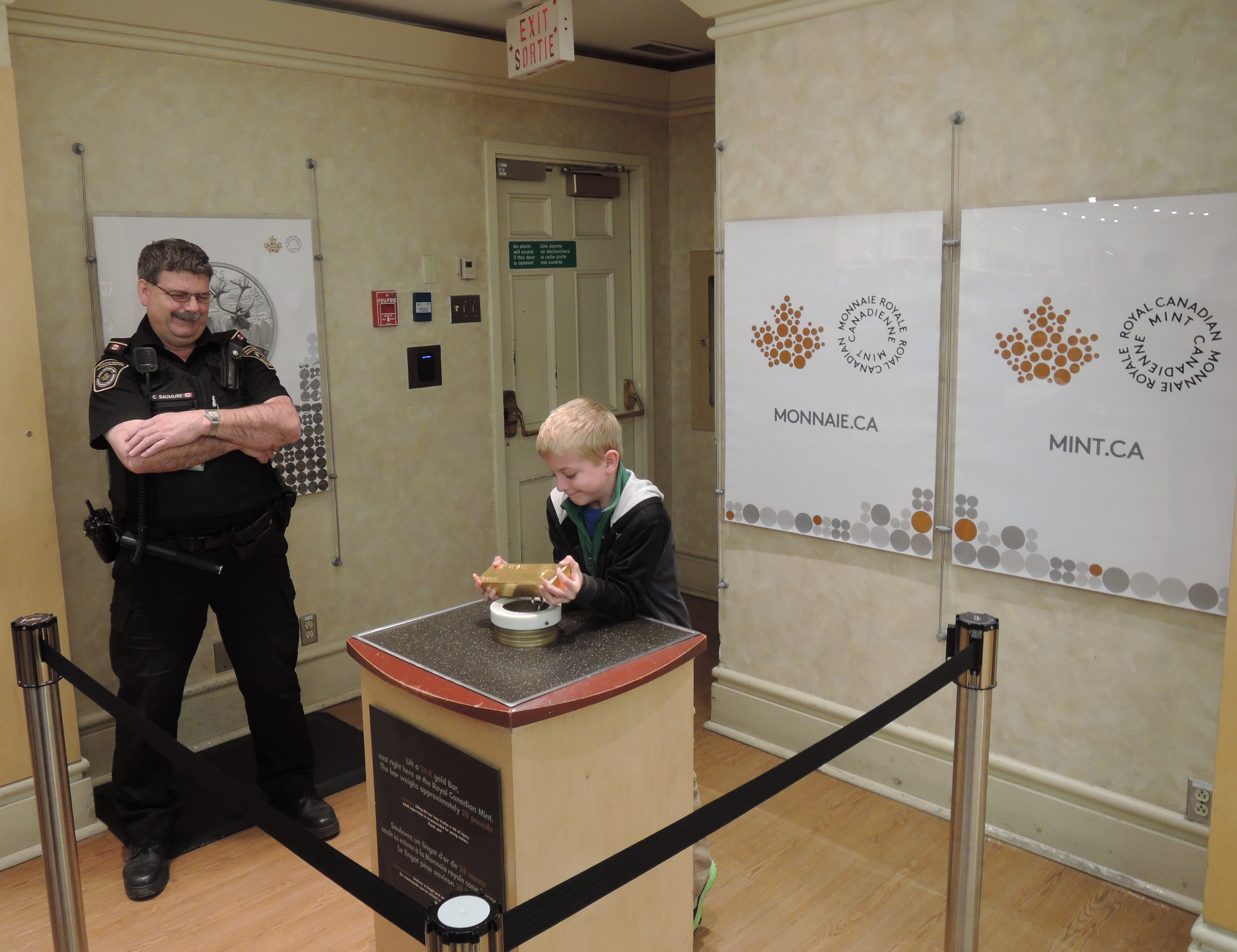
Золотой слиток (12 кг) в музее Королевского канадского монетного двора

Канадский монетный двор одновременно является музеем, где посетители могут ознакомиться с процессом чеканки монет от начала и до конца, а также увидеть коллекцию отчеканенных до настоящего времени юбилейных монет (в том числе по заказам других стран).